# Michael O'Shea
Michael O'Shea, född 17 mars 1906 i Hartford, Connecticut, död 4 december 1973 i Dallas, Texas, var en amerikansk skådespelare. Han porträtterade författaren Jack London i en film med samma titel från 1943.

## Filmografi (urval)
- 1943 – Mord i baletten
- 1943 – Jack London
- 1951 – Bajonett på!
- 1954 – Sånt händer med flickor

## Referense r
1. 1 2  SNAC, SNAC Ark-ID: w67w72cc, läst: 9 oktober 2017.[källa från Wikidata]
2. 1 2  Find a Grave, Find A Grave-ID: 10340955, läst: 9 oktober 2017.[källa från Wikidata]